# Johan Davidsson
Johan Davidsson (ur. 6 stycznia 1976 w Jönköping) – szwedzki hokeista, reprezentant Szwecji.

## Kariera
- HV71 J18 (1991–1992)
- HV71 J20 (1992–1994)
- HV71 (1993–1997)
- HIFK (1997–1998)
- Anaheim Ducks (1998–1999)
- Cincinnati Mighty Ducks (1999–2000)
- Blues (2000–2001)
- HV71 (2001-2013)

Wychowanek i wieloletni zawodnik klubu HV71. Od 2002 do 2013 kapitan drużyny. Od 1992 do 2013 (z przerwami) rozegrał w macierzystym klubie łącznie 17 sezonów w rozgrywkach Elitserien. Do 2013 zdobył z nią wszystkie medale klubowe w mistrzostwach Szwecji. Razem z nim w drużynie od lat występował z nim jego rówieśnik David Petrasek. Ponadto występował w klubach amerykańskich lig NHL i AHL oraz fińskiej SM-liiga. Od początku sezonu SHL (2013/2014) nie występował z uwagi na kontuzję chrząstki w kolana.
Uczestniczył w turniejach mistrzostw świata w 2002, 2003, 2004, 2007.

## Sukcesy i nagrody

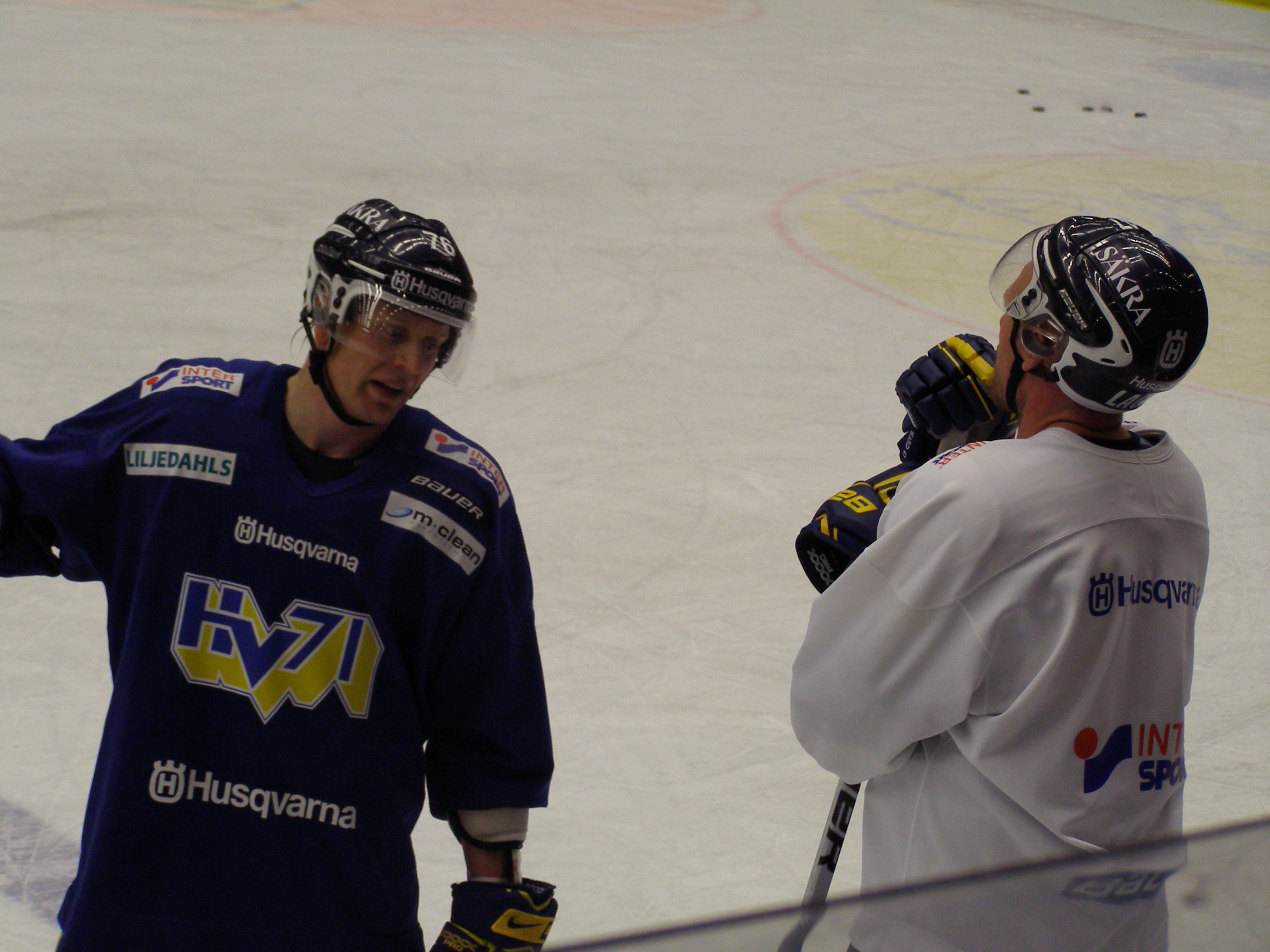
Johan Davidsson (z lewej) w barwach HV71 podczas treningu (2010)

Reprezentacyjne
- Złoty medal mistrzostw Europy juniorów do lat 18: 1993, 1994
- Srebrny medal mistrzostw świata juniorów do lat 20: 1994, 1996
- Brązowy medal mistrzostw świata juniorów do lat 20: 1995
- Brązowy medal mistrzostw świata: 2002
- Srebrny medal mistrzostw świata: 2003, 2004

Klubowe
- Złoty medal mistrzostw Szwecji: 1995, 2004, 2008, 2010 z HV71
- Srebrny medal mistrzostw Szwecji: 2009 z HV71
- Złoty medal mistrzostw Finlandii: 1998 z HIFK

Indywidualne
- Mistrzostwa Europy juniorów do lat 18 w hokeju na lodzie 1994:
  - Drugie miejsce w klasyfikacji strzelców turnieju: 5 goli
  - Drugie miejsce w klasyfikacji asystentów turnieju: 7 asyst
  - Drugie miejsce w klasyfikacji kanadyjskiej turnieju: 12 punktów
  - Skład gwiazd turnieju
  - Najlepszy napastnik turnieju[3]
- Mistrzostwa świata juniorów do lat 30 w 1996:
  - Skład gwiazd turnieju
- SM-liiga 1998/1999:
  - Drugie miejsce w klasyfikacji asystentów w fazie play-off: 10 asyst
  - Drugie miejsce w klasyfikacji kanadyjskiej w fazie play-off: 13 punktów
- Elitserien 2002/2003:
  - Czwarte miejsce w klasyfikacji asystentów w sezonie zasadniczym: 26 asyst
  - Czwarte miejsce w klasyfikacji kanadyjskiej w sezonie zasadniczym: 42 punkty
  - Rinkens riddare - nagroda dla najuczciwszego zawodnika
  - Skład gwiazd
- Elitserien 2003/2004:
  - Szóste miejsce w klasyfikacji asystentów w sezonie zasadniczym: 24 asysty
  - Pierwsze miejsce w klasyfikacji asystentów w fazie play-off: 12 asyst
  - Pierwsze miejsce w klasyfikacji kanadyjskiej w fazie play-off: 17 punktów
  - Rinkens Riddare – nagroda dla najuczciwszego zawodnika
  - Guldpucken (Złoty Krążek) – nagroda dla najlepszego zawodnika sezonu
  - Skład gwiazd
- Elitserien 2004/2005:
  - Rinkens Riddare – nagroda dla najuczciwszego zawodnika
- Elitserien 2006/2007:
  - Skład gwiazd
- Mistrzostwa Świata w Hokeju na Lodzie 2007/Elita:
  - Drugie miejsce w klasyfikacji strzelców turnieju: 7 goli[4]
  - Szóste miejsce w klasyfikacji asystentów turnieju: 7 asyst[5]
  - Pierwsze miejsce w klasyfikacji kanadyjskiej turnieju: 14 punktów[6]
- Elitserien 2007/2008:
  - Drugie miejsce w klasyfikacji asystentów w sezonie zasadniczym: 34 asysty
  - Drugie miejsce w klasyfikacji +/− w sezonie zasadniczym: +18
  - Drugie miejsce w klasyfikacji asystentów w fazie play-off: 20 punktów
  - Trzecie miejsce w klasyfikacji kanadyjskiej w fazie play-off: 12 asyst[7]
  - Skład gwiazd
- Eliteserien 2008/2009:
  - Trzecie miejsce w klasyfikacji asystentów w sezonie zasadniczym: 37 asyst[8]
  - Szóste miejsce w klasyfikacji kanadyjskiej w sezonie zasadniczym: 50 punktów[9]
  - Guldhjälmen („Złoty Kask”) dla Najbardziej Wartościowego Gracza
- Elitserien 2009/2010:
  - Pierwsze miejsce w klasyfikacji asystentów w sezonie zasadniczym: 46 asyst[10]
  - Trzecie miejsce w klasyfikacji kanadyjskiej w sezonie zasadniczym: 58 punktów[11]
  - Pierwsze miejsce w klasyfikacji asystentów w fazie play-off: 12 asyst[12]
  - Pierwsze miejsce w klasyfikacji kanadyjskiej w fazie play-off: 16 punktów[13]
  - Stefan Liv Memorial Trophy – nagroda dla najbardziej wartościowego zawodnika w fazie play-off (pierwszy laureat nagrody)
  - Skład gwiazd
- Elitserien (2011/2012):
  - Pierwsze miejsce w klasyfikacji asystentów w sezonie zasadniczym: 30 asyst[14]